# Réveil Sourd
Le réveil Sourd est un mouvement social et culturel important de l'histoire des sourds en France. Rassemblant plusieurs associations de Sourds, à partir du milieu des années 1970 en France, son principal objectif a été la reconnaissance de la langue des signes française (LSF) comme langue à part entière (et non juste comme un code), et comme langue d’enseignement.  Il s'est développé en réponse à l'imposition de l'oralisme à partir du Congrès de Milan de 1880, qui avait conduit à l'interdiction de l'usage des langues des signes dans l'éducation en Europe, et en particulier dans les établissements scolaires français, non seulement en classe, mais aussi dans les cours de récréation, jusqu'en 1991. Il est à l’origine d’un nouveau modèle de représentations de la surdité qui définit les sourds en tant que communauté sourde, ayant sa propre langue et sa propre culture sourde.

## Histoire

### Contexte antérieur
Durant un siècle, jusque dans les années 1980, la langue des signes est interdite, méprisée et marginalisée aux seules associations de sourds. Dans les établissements les moins stricts, elle est permise dans les cours de récréation. Ceci explique les difficultés pour les sourds les plus âgés de tenir une conversation en langue des signes devant des entendants sans avoir un peu honte. 
Cette interdiction maintient les sourds à un niveau d'éducation très inférieur à la population générale. En France, à la fin des années 1970, 80 % des sourds étaient illettrés ; moins de 10 adolescents sourds obtenaient alors le bac chaque année, c'est-à-dire 20 fois moins, proportionnellement, que les autres adolescents ; les sourds ne bénéficiaient d'aucune aide adaptée pour accéder aux études supérieures, et les seules formations professionnelles qui leur étaient proposées ne les préparaient qu'à une quinzaine de métiers manuels.

### Origine du mouvement: les Congrès mondiaux des sourds de 1971 et 1975
En 1971 le sixième Congrès mondial des sourds est organisé à Paris par la fédération mondiale des sourds, puis en 1975 à Washington, dans la capitale des États-Unis, sur le thème de « la pleine citoyenneté pour tous les sourds ». C'est l'occasion pour les sourds français qui y participent de percevoir la différence d'inclusion de la langue des signes et de niveau d'éducation moyen chez les Américains, qui n'ont pas été interdits d'utiliser la langue des signes à l'école, et n'ont cessé d'organiser une éducation de plus en plus efficace depuis la création de l'Université Gallaudet en 1864.
Commence alors ce qui a été appelé rétrospectivement « le réveil Sourd » par la communauté sourde, et en particulier par l’écrivain sourd André Minguy : à la suite de ces Congrès, et surtout après celui de 1975, de nombreux sourds français se mobilisent pour défendre leurs droits citoyens et la promotion de la langue des signes.
Le  conseil national de la Confédération Nationale des Sourds de France (CNSF) décide la création de la « Commission de la Communication » destinée à promouvoir l’usage de la LSF et favoriser son développement en France.

### Négociations ministérielles et retour des expérimentations dans l'éducation spécialisée
Dès l'été 1975, des négociations entre l'Union nationale pour l'Insertion Sociale du Déficient Auditif (UNISDA) et le ministère de la Santé commencent pour que les déficients auditifs puissent devenir éducateurs et enseignants dans les institutions spécialisées pour les déficients auditifs.
Dès la rentrée de septembre 1975, avec le soutien de Jean-Pierre Bouillon, Inspecteur Technique et Pédagogique à la Direction de l’Action Sociale, Mireille Agresti-Villard, directrice pédagogique de l’IMP pour déficients auditifs "La Providence" à Saint-Laurent-en-Royans, embauche en remplacement de personnel absent, de manière « semi-officielle », les sourds Christian Deck et Jean-Jacques Bourgeois, qui commencent à enseigner en LSF à de jeunes sourds en tant qu'« élèves-éducateurs » et « élèves-professeurs ».
L'arrêté ministériel instaurant le certificat d’aptitude aux fonctions de professeur d’enseignement technique aux déficients auditifs (CAFPETDA) est finalement signé le 15 décembre 1976 et publié le 16 février 1977. Une option spéciale en faveur des candidats atteints d’une perte auditive égale ou supérieure à 40 décibels remplace les épreuves pratiques d’apprentissage de la parole et d’orthophonie par des épreuves de leçon de grammaire et de leçon de mathématiques.

### L'International Visual Theatre (1977)
En septembre 1976, Alfredo Corrado, un artiste sourd américain, décoriste au National Theatre of the Deaf, et le metteur en scène entendant Jean Grémion, également écrivain et journaliste, se rencontrent au festival mondial de théâtre universitaire de Nancy. Leur association va rapidement aboutir à la création de l'International Visual Theatre (IVT) en 1977, dans la tour du village du Château de Vincennes.
Dès lors, ils travaillent à la requalification de la langue des signes. Leur principal vecteur sera le théâtre, mais l’IVT développera également une politique de recherche linguistique et de pédagogie autour de la langue des sourds. Les cours de langue des signes ont déjà un succès permettant aux entendants de découvrir le monde des sourds.
Des célébrités sortiront de cette association, comme  Emmanuelle Laborit, qui se fait connaître en recevant, en 1993, le Molière de la révélation théâtrale pour son rôle dans Les Enfants du silence et qui devient ensuite directrice de l’IVT.

### Deux langues pour une éducation (1979)
Ce mouvement aboutit à la mise en place de l’association Deux langues pour une éducation (2LPE) le 17 novembre 1979 par Christian Deck, Cécile et André Minguy, Michel Lamothe, et d'autres membres,.
De nombreuses associations de sourds ouvrent alors leurs portes aux entendants en leur proposant des cours de langue de signes. Ces formations, les films, le théâtre et l’engagement de plusieurs associations dans la sensibilisation pour la culture sourde, permettent une meilleure reconnaissance des droits des sourds.
Durant ces années, et jusque récemment, de nombreuses manifestations sont organisées afin de demander la reconnaissance de la langue des signes française.

### Autorisation progressive et reconnaissance de la LSF (à partir de 1984)
Au milieu des années 1980, des classes bilingues utilisant la langue des signes française (LSF) sont créées dans plusieurs villes françaises : en septembre 1984 à Chalon-sur-Saône et Poitiers, puis en septembre 1985 à Bayonne, Nancy et Toulouse, en janvier 1986 à Vaires-sur-Marne, en septembre 1987 à Champs-sur-Marne.
Ce n'est qu'en 1991, par la loi 91-73, que l’Assemblée nationale instaure de manière générale le droit à « la liberté de choix entre une communication bilingue - langue des signes et français - et une communication orale », et autorise donc l'utilisation de la LSF pour l'éducation des jeunes sourds.
La LSF est finalement reconnue comme une langue à part entière par la loi n° 2005-102 du 11 février 2005 pour l'égalité des droits et des chances, la participation et la citoyenneté des personnes handicapées.
En 2024, en France, 5 % des établissements scolaires dispensent des cours en LSF en classe.